# Astika
Āstika, på sanskrit "en som ser", term inom indisk filosofi för person eller lära som erkänner Veda.
De sex indiska filosofigrenar (darshanas) som räknas till astika är : Vedanta, Samkhya, Nyaya, Yoga, Purva Mimamsa, Vaisheshika. I dessa ingår de fyra hinduistiska huvudgrupperna: Saivism, Shaktism, Vaishnavism och Smartism.